# Yvan Ylieff
Yvan Ylieff (ur. 8 marca 1941 w Verviers) – belgijski i waloński polityk, historyk oraz samorządowiec, działacz Partii Socjalistycznej, parlamentarzysta, minister w rządzie federalnym.

## Życiorys
Z wykształcenia historyk, absolwent Université de Liège (1963). Pracował jako wykładowca historii. Dołączył do Belgijskiej Partii Socjalistycznej, po podziale ugrupowania został działaczem walońskich socjalistów. Od 1968 zatrudniony w administracji rządowej, wchodził w skład gabinetów politycznych ministrów, pełnił funkcję doradcy premiera Edmonda Leburtona (1973–1974).
W 1971 został radnym i członkiem zarządu miejscowości Andrimont, w 1973 objął stanowisko burmistrza. Po zmianach administracyjnych w 1977 został radnym i burmistrzem miejscowości Dison, wybierany następnie na kolejne kadencje do 2012 włącznie. Urząd burmistrza sprawował do 2018.
W latach 1974–1995 i w 1999 był posłem do federalnej Izby Reprezentantów. W latach 1980–1995 zasiadał jednocześnie w radzie regionalnej Walonii. Od 1983 do 1988 przewodniczył frakcji socjalistycznej w tym gremium. W latach 1988–1989 pełnił funkcję ministra edukacji w gabinecie Wilfrieda Martensa. Od 1989 do 1992 był ministrem edukacji i nauki w rządzie wspólnoty francuskiej. W latach 1995–1999 sprawował urząd ministra nauki w rządzie, którym kierował Jean-Luc Dehaene. Następnie do 2000 ponownie wchodził w skład gabinetu wspólnoty francuskiej, odpowiadając m.in. za sprawy młodzieży i służb publicznych. W latach 2000–2003 był zastępcą komisarza federalnego przy ministrze badań naukowych. W 2003 krótko pełnił funkcję ministra przy ministrze badań naukowych w rządzie Guya Verhofstadta.